# ثانوية رئيس الأساقفة مكنيكولاس
ثانوية رئيس الأساقفة مكنيكولاس (بالإنجليزية: Archbishop McNicholas High School)‏ هي مدرسة مختلطة في حي جبل واشنطن في سينسيناتي، أوهايو، الولايات المتحدة الأمريكية. تم افتتاح المدرسة في عام 1951 وتم تسميتها على شرف جون تي ماكنيكولاس، رئيس أساقفة سينسيناتي.

## ألعاب القوى

### بطولات ولاية أوهايو الثانوية لألعاب القوى
- كرة القدم رجال - 1984[1]
- البيسبول - 1998[2]
- الجولف للرجال - 2016[1]
- كرة السلة سيدات - 2001[3]
- كرة القدم النسائية - 2014[1]

### البطولات الإقليمية والجهوية
- كرة السلة للرجال (منطقة) 1974، 1981، 1983، 1984، 1985، 1991، 1992، 1993، 1995، 1998، 1999 (إقليمي) 1974، 1984، 1985، 1991، 1993، 1995
- كرة السلة للسيدات (منطقة) 2001، 2002، 2003، 2007 (إقليمي) 2001
- الكرة الطائرة رجال (منطقة) 2004، 2006، 2007، 2008، 2009، 2013، 2015، 2016 (إقليمي) 2008، 2014، 2016
- الكرة الطائرة للسيدات (منطقة) 1975، 1976، 2003، 2004، 2005، 2006، 2007، 2012، 2013، 2014
- منطقة كرة القدم النسائية 2013، 2014، 2016 الإقليمية 2014

### إنجازات رياضية أخرى
- أبطال فريق الرقص للفتيات - 2007، 2009، 2015، 2016. تم أداؤه في عام 2009 أورنج باول[4]

### البطولات الوطنية
- فريق الرقص للفتيات - 2008، 2009، 2011، 2013، 2016[5]

## خريجون متميزون
- لاري سيبا (1969) - لاعب كرة قدم (اتحاد كرة القدم الأميركي)
- كيفن هوبر (2004) - لاعب كرة قدم، سينسيناتي بنغلس
- توم موني (1970) - معلم، رئيس اتحاد المعلمين في أوهايو
- جان شميدت (1970) - ممثل مجلس النواب الأمريكي السابق عن المنطقة الثانية من ولاية أوهايو.
- بات تابلر (1976) - لاعب بيسبول (MLB)
- بوب ويزنهاهن (1957) - لاعب كرة سلة (الدوري الاميركي للمحترفين وسينسيناتي بيركاتس - فريق البطولة الوطنية)